# Seznam slovenskih teologov
Seznam slovenskih teologov.

## A
- Ivan Ahčin
- Jakob Aleksič
- Stanislav Marija Aljančič (Stanko Aljančič)
- Virgilij Alt
- Katarina Ambrož?
- Alojzij Ambrožič
- Bernard Ambrožič
- Franc Ambrožič
- Janez Ambrožič (1939)
- Janez-Jozafat Ambrožič
- Matjaž Ambrožič
- Rok Ampach
- Janez Andolšek
- Gorazd Andrejč
- Alenka Arko (teologinja)
- Andraž Arko
- Janez Arnejc
- Ciril Ažman

## B
- Jože Bajzek
- Jožef Balant
- Veronika Barbo
- Ludvik Bartelj
- Janez Nepomuk Bartholotti
- Vladislav (Slavko) Bavdaž
- Karel Bedernjak
- Janez Belej
- Jožko Benedetič
- Marko Benedik
- Metod Benedik
- Aleksij Benigar
- Ivanka Berčan
- France Bergant
- Zvonko Bergant
- Mojca Bertoncelj
- Vinko (Stanislav) Bevk
- Milan Bizant
- Jurij Bizjak
- France Blatnik
- Frančišek Krištof Bogataj
- Jan Dominik Bogataj
- Karel Bolčina?
- Franc Bole?
- Stanko Boljka
- Lojze Bratina
- Franc Breckerfeld
- Franc (p. Hugo) Bren
- Daniel Brkič
- Franc (Metod) Brlek
- Ivan (Mijo) Brlek
- Natalija Brumen

## C
- Stanko Cajnkar
- Karel Ceglar
- Ludvik Ceglar
- Matjaž Celarc
- Gregor Celestina
- Branko Cestnik
- Antonín Chráska
- Alojzij Cigoj
- France Cukjati
- Alojzij Cvikl

## Č
- Lovrenc Čadež
- Andrej Čebašek
- Regalat Čebulj
- Stanko Čegovnik
- Ferdinand Čekal (Čeh)
- Anton Čepon
- Ludvik Čepon
- Alojzij Čižek
- Jožef Čuček
- Alfonz Čuk

## D
- Jurij Dalmatin
- Jože(f) Debevec
- Josip Demšar
- Valter Dermota
- Vlado Deutsch (Dajč)
- Jože Dežman
- Bogdan Dolenc
- Jože Dolenc
- Jožef Dolenec
- Franc Dolinar
- France Martin Dolinar
- Robert Dolinar?
- Janez Anton Dolničar
- Josip Dostal
- Franc Dovnik
- Vladimir (Arhangel) Drolc
- Maksimilijan Držečnik

## E
- Lambert Ehrlich
- (Sebastijan Elbert)
- Karel Enders
- Anton Erberg
- Aleksander Erniša
- Geza Erniša
- Tomaž Erzar
- Peter Eržen

## F
- Janez Fabijan
- Silvester Fabijan
- Vilko Fajdiga
- Andrej Farkaš
- Štefan Ferenčak
- Janez Ferkolj
- Mirjana Filipič
- Geza Filo
- Franc Bernard Fischer
- Nadja Furlan Štante

## G
- Stanko Gerjolj
- Franc Germovnik
- Andrej Glavan
- Ivan Nepomuk Glavina
- Roman Globokar
- Franc Gnidovec
- Janez Frančišek Gnidovec
- Klemen Godec
- Matija Godina
- Janez Gogala
- Miroslav (Mirko; Federico) Gogala
- Jožef Gole
- Janez Gollmayr
- France Gorjup
- Christian Gostečnik
- Nataša Govekar
- Jožef Gracar
- Tone Gradišek
- Radogost Grafenauer
- Leopold Grčar
- Janez Gril
- Franc Grivec
- Vekoslav Grmič
- Peter Grobelnik
- Gabriel Gruber
- Josip Valentin Gruden
- Karel Gržan
- Jerko Gržinčič

## H
- Janko Hajšek
- Matija Karel Ham
- Karel Janez Herberstein
- Žiga Krištof Herberstein
- Gracijan Heric
- Kalist Heric
- Mihael Herman
- Stanislav Hočevar
- Josip Hohnjec
- Milan Holc
- Kazimir Humar

## I
- Jakob Ibounig
- Eva Irgl

## J
- Francis Jager (1869-1941) (slov.-ameriški)
- Jožef Jagodic
- Fran Jaklič
- Anton Jamnik
- Ivan (Janez) Janežič
- Stanko Janežič (1920-2010)
- Žitomir Janežič
- Emilijan Janič
- Janez Janžekovič
- Jurij Japelj
- Anton Bonaventura Jeglič
- Placid Javornik
- Urška Jeglič
- Anton Jehart
- Karel Jeler
- Janez Jenko
- Josip Jeraj
- Frančišek Jere
- Anton Jerovšek
- Josip (Jožef) Jerše
- Janez Pavel Ješenak
- Maksimilijan Jezernik
- Blaž Jezeršek
- Janez Juhant
- Ivan Jurkovič

## K
- Stane (Stanislav) Kahne
- Andrej Kajžnik
- Krištof Kandut
- Andrej Karlin
- Jakob Kaučič
- Andrej Kavčič
- Jakob Kavčič
- Gabriel Kavčič
- Franc Kejžar
- Ivan Kejžar
- Nikolaj Kempf
- Ivo Kerže?
- Franc Kimovec
- Drago Klemenčič
- Tomaž Klinar
- (Branko Klun)
- (Karel Klun)
- Klemen Klun
- Martin Kmetec
- Franc Knavs
- Milan Knep
- Ignacij Kobal (Kobau)
- Andrej Kobav
- (Edvard Kocbek)
- Janez Evangelist Kociper
- (Gorazd Kocijančič)
- Marija Jasna Kogoj
- Bogdan Kolar
- Rudi (Rudolf) Koncilija
- Milan Kopušar (1909-95)
- Anton Koren
- Janez Koren?
- Jožef Koren
- Bruno Korošak
- Anton Korošec
- Stanislav Kos
- Viktorija Kos?
- Vladimir Kos
- Franc Kosar
- Kaja Kosec
- Angel Kosmač
- Avguštin Kostelec
- Jože Košiček
- Borut Košir
- Jakob Kotnik
- Edvard Kovač
- Antony Kovačič
- Fran Kovačič
- Lojze Kovačič (jezuit)
- Martin Kovačič
- Peter Kovačič/Peter Kovačič Peršin?
- Janez Kozelj
- Štefan Kožuh
- Silvin Krajnc
- Slavko Krajnc
- Aljaž Krajnc
- Pavel Krajnik (1922-2014)
- Albin Kralj
- Franc Kralj?
- Robert Kralj
- Janez Kraljič
- Vinko Kraljič
- Franc Kramberger
- Jože Krašovec
- Primož Krečič
- Janez Evangelist Krek
- Sebastijan Krelj
- Janko Krištof
- Ivica Križ (teolog)
- Peter Križaj
- Ivan Križanič
- Jože Krošl
- Jože Kuk (salezijanec)
- Luis (Alojzij) Kukovica
- Janez Kulavic
- Franc Kulovec
- Avguštin Kukovič
- Ciril Kump
- Robert Kuralt
- Franc Kuzmič
- Mihael Küzmič
- Štefan Küzmič
- Tomaž Kurent
- Jožef Kvas
- Peter Kvaternik

## L
- Avguštin Lah (teolog)
- Peter Lah
- Evgen Lampe
- Frančišek Lampe
- Urška Lampret
- Kalist Langerholz
- Ignacij Lavrenčič
- Gregor Lavrinec
- Matija Leben
- Jernej Legat
- Anton Legiša
- Leopold Lenard
- Ignacij Lenček
- Stanislav Lenič
- Josip (Jožef) Lesar
- Mitja Leskovar
- Pavel Leskovec
- Alfonz Levičnik
- Ivan Likar
- Matija Lipold
- Stanislav Lipovšek
- Just Locatelli
- Štefanija Logar
- Simon Lorber
- Andrej Lovrec
- Franc Ksaver Lukman
- Matija Ljubša
- Anton Lubi
- Igor Luzar

## M
- Anton Mahnič
- Marko Mairitsch
- Simon Malmenvall
- Josip Marinko
- Janez Markeš
- Jože Marketz
- Jože Markowitz
- Jože Markuža
- Jošt Martelanc (Jošt Andrej Martelanc)
- Ana Martinjak Ratej
- Martin Matek
- Stanislav (Stanko) Matičič
- Jurij Matjašič
- Maksimilijan Matjaž
- Janez Mauring
- Aleš Maver
- Tomaž Mavrič
- Odilon Mekinda
- Alojzij Merhar (psevdonim Silvin Sardenko)
- Ivan Merlak
- Josip Meško (Jožef Meško)
- Franc Mihelčič
- Joseph Mihelič
- Maks Miklavčič
- Mirko (Bogomir) Miklič
- Ivan Mikula
- Alojz Milharčič
- Jožef Mirt
- Jakob Missia
- Ivan Mlakar
- Anton Mlinar
- Jožef Močnik
- Vinko Močnik
- (David Movrin)
- (Monald Koprski)
- Peter Muhič (+1600)

## N
- Anton Nadrah
- Ignacij Nadrah
- Andrej Naglič
- (Paolo Naldini)
- Mihael Napotnik
- Alojzij Nastran
- Ignac Navernik
- (Dragutin Nežić)
- Julka Nežič
- Leon Novak (*1963)
- Ludvik Novak
- Modest Novak
- Peter Novak
- Silvester Novak

## O
- Kolumban Oberstar
- Cecilija Oblonšek
- Drago Karl Ocvirk
- Alojzij Odar
- Stanislav-Stanko Ojnik
- bratje Ivan, Peter in Stanko Olip
- Viktor Omelko
- Jože Omerzu
- Simon Onušič
- France Oražem
- Janez Oražem (teolog)
- Anton Orehar
- Ivo Osana
- Mari Jože Osredkar
- Alojzij Ostrc
- (Vinko Ošlak)

## P
- Dejan Pacek?
- Miha Frančišek Paglovec
- Jožef Pajek
- Matija Pak
- Viktor Papež
- Jože Pavlič
- Gregorij Pečjak
- Karel Peer
- Marijan Peklaj
- Martin Perčič
- Stanislav Perčič
- Franc Perko
- Franc Perne
- Robert Petkovšek
- Mateja Pevec Rozman
- Franc Pirc
- Jožko Pirc
- Metod Pirih
- Alojz Pirnat
- Andrej Pirš (teolog)
- Ivan Platovnjak
- Franc Plemenitaš
- Jože(f) Plevnik (1928-2010, Kanada)
- Ludvik Počivavšek
- Renato Podbersič
- Janez Zlatoust Pogačar
- Janez Pogačnik?
- Jožef Pogačnik
- Ivan Pojavnik
- Jožef Poklukar
- Janez Poljanšek
- Alojzij Pollak
- Janez Potisek
- Ciril Potočnik
- Ignac Potočnik
- Vinko Potočnik
- Andrej M. Poznič
- Anton Požar
- Matija Prelesnik
- Jožef Premrov
- Anton Prešeren
- Janez Krstnik Prešeren
- Jožef Prešeren
- Jože Prijatelj
- Jože Pucelj
- Slavko Pučko?
- Franc Puncer
- Anton Purgstall

## R
- Jože Rajhman
- Aleksander Rajšp
- Pavle Rak
- Gvido Rant
- Jože A. Rant
- Anton Ratajec
- Bojan Ravbar
- Krištof Ravbar
- Matevž Ravnikar
- Bogumil Remec ml.
- Lenart Rihar
- Damaz Rijavec
- Marko Rijavec
- Damjan Ristić
- Pavel Robič
- Jože Roblek
- Franc Rode
- Janez Krstnik Rode
- Jorge (Jurij) Rode
- Gašper Rojko
- Ivan Rojnik
- Branko Rozman
- France Rozman (1897–1931)
- France Rozman
- Gregorij Rožman
- Hugo (Franc) Rožnik
- Dušan Rueh
- Ivan Rupnik
- Marko Ivan Rupnik
- Ivan Rupnik (duhovnik) (1919-?)
- Matej Rus?
- Božidar (Božo) Rustja?

## S
- Andrej Saje
- Janez Sajovic
- Miran Sajovic
- Igor Salmič
- Ivan Samsa
- Elizej Sargar
- Janez Ludvik Schönleben
- Frančišek Borgia Sedej
- John Seliškar
- Raphael Sešek
- Jožef Sever
- Oskar Simčič
- Pavel Simončič
- Barbara Simonič
- Samo Skralovnik
- Janez Skuk
- Stanislav Slatinek
- Matija Slavič
- Anton Martin Slomšek
- Jožef Smej
- Marijan Smolik
- Alojz Snoj (*1946)
- Alojzij Slavko Snoj
- Andrej Snoj
- Benigen Snoj
- Venčeslav Snoj
- Janez Sobočan
- Anton Soklič
- Jožef Somrek
- Ciril Sorč
- Jakob Sorčan
- Oton Sprug
- Jože Sraka
- Gregor Sraka
- Marija Sraka?
- Josip Srebrnič
- Mihael Fidel Sreš
- Franc Stanonik
- Alojzij Starc
- Martin Starc
- Avguštin Stegenšek?
- Tadej Stegu
- Vili Stegu
- Štefan Steiner
- Martin Stepanich
- Jakob Stepišnik
- Anton Stergar
- Peter Stergler (1593-1642)
- Anton Stopar
- Marta Stopar
- Tadej Strehovec
- Anton Stres
- Anton Strle
- Feliks Suk
- France Susman
- Bernardin (Jurij) Sušnik
- Ivan Svetina

## Š
- Marijan Šef
- Andrej Šegula
- Franc Šegula?
- Miha Šimac
- Matija Šinko
- Vinko (Avguštin) Škafar
- Jakob Škerl
- (Lenart Škof)
- (France Škrabl)
- Albin Škrinjar
- (Edo Škulj)
- Mansvet (Janez) Šmajdek
- Peter Šorli
- Miran Špelič
- Mirko Štalcer
- Peter Štoka
- Zvone Štrubelj
- Anton Štrukelj
- Andrej Štrus
- Ivan Janez Štuhec
- Peter Štumpf
- Jože Štupnikar
- Franc Šuštar
- Alojzij Šuštar
- Alenka (Magdalena) Šverc

## T
- Janez Tavčar
- Teodor Tavčar
- Alan Tedeško
- Franc Temlin
- Filip Terčelj
- Urban Textor
- Slavko Thaler
- Franc Tom
- Ivan Jožef Tomažič
- Angelik Tominec
- Roman Tominec
- Josip Tomšič
- Mihael Toroš
- Karel Toš
- Anton (Tone) Trdan
- Franc Trdan
- Luka Trebežnik?
- Nik Trontelj
- (Jože Trošt)
- Filip Trpin
- Anton Trstenjak
- Franci Trstenjak?
- Primož Trubar
- Vladimir Truhlar
- Alojzij Turk
- Josip (Jožef) Turk
- Marjan Turnšek

## U
- Josip Ujčić
- Jakob Ukmar
- Alojz Uran
- Jožef Urbanič
- Jože Urbanija
- Aleš Ušeničnik
- Franc Ušeničnik

## V
- Rafko Valenčič
- Cvetko Valič?
- Franc(i) Valjavec
- Josip (Jože) Valjavec
- Terezija Snežna Večko
- Ivan Veider
- (Peter Pavel Vergerij)
- Alojz Vetrih
- Jernej Vidmar?
- Simon Vilfan
- Rafko Vodeb
- Janez Vodičar
- Janez Vodopivec
- Anton Vogrinec
- Ivan Vošnjak
- Vendelin Vošnjak
- Maksimilijan Vraber
- Ivan Vrečar
- Jernej Vrtovec

## W
- Anton Alojzij Wolf ?

## Z
- Anton Zajc
- Anton Zdešar
- Janez Zdešar
- Ivan Zelko
- Ivan Nepomuk Zore
- Janez Evangelist Zore
- Stanislav Zore
- Alojzij Matija Zorn
- Alojzij Zupan
- Simon Zupan
- Franc Zupančič (jezuit)
- Vlado Zupančič
- Janez Zupet
- Stanko (Stanislav) Zver

## Ž
- Anton Žagar
- Jakob Žagar
- Janko Žagar (1921—?)
- Ludvik Žagar
- Anton Žakelj
- Filip Žakelj
- Stanko Žakelj
- Franc Žel (Shell)
- Viljem Žerjal
- Gregorij Žerjav
- Karel Žerovec
- Jakob Žibert
- Franc Leopold Žigon
- Alojzij Žitko
- Ignacij Žitnik
- Maksimiljan Žitnik
- Janez Žnidar
- Ivan Žužek
- Matija Roman Žužek
- Miha Žužek
- Hieronim Žveglič
- Marjan Žveglič (1933-2024)